# 安格莱索拉
安格莱索拉，是西班牙加泰罗尼亚莱里达省的一个市镇。 总面积24平方公里，总人口1219人（001年），人口密度51人/平方公里。